# 五脉绿绒蒿
五脉绿绒蒿（学名：Meconopsis quintuplinervia），为罂粟科绿绒蒿属下的一个植物变种。